# 海军海滩

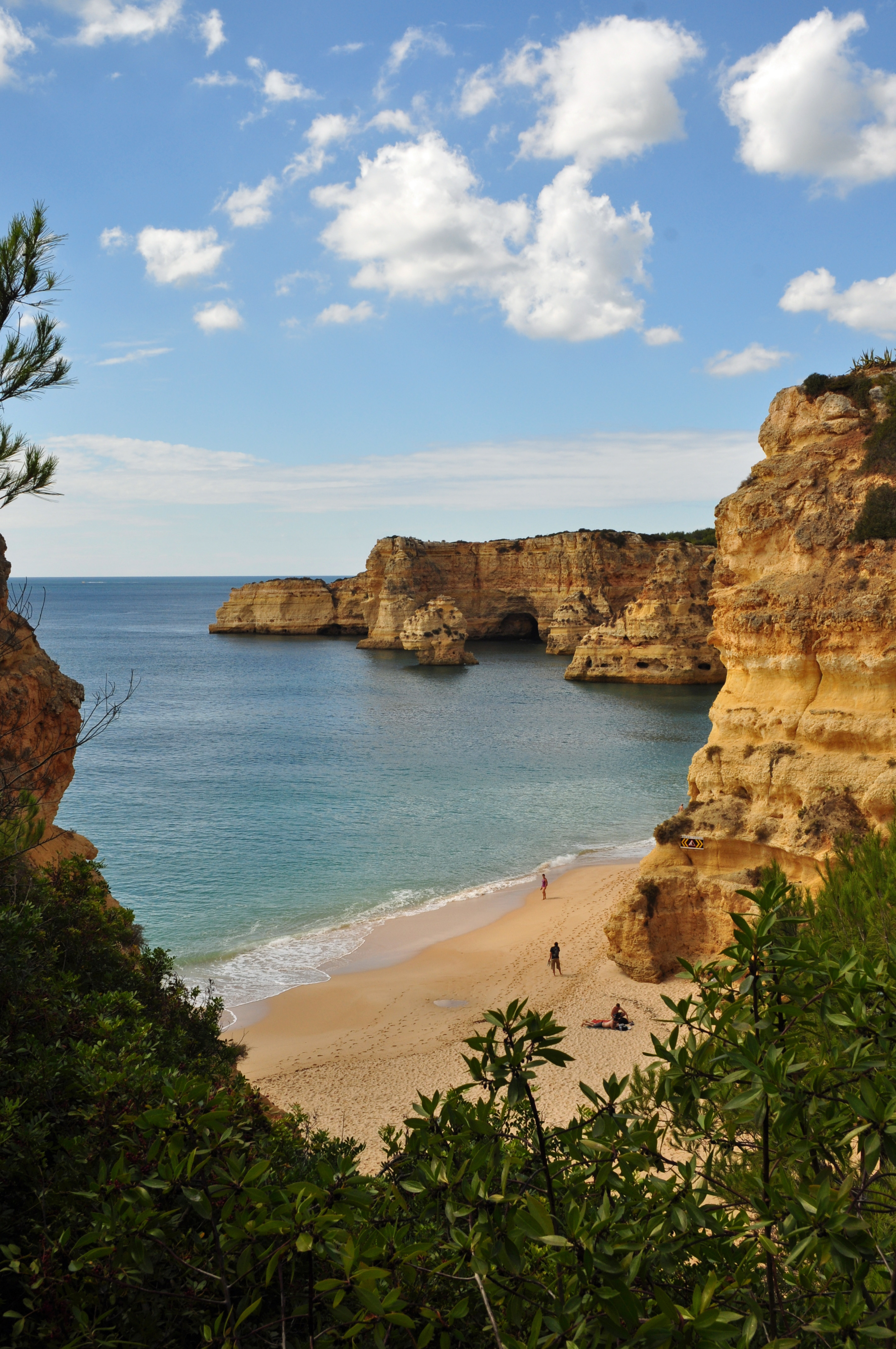
海军海滩

海军海滩（葡萄牙语：Praia da Marinha）是葡萄牙最具象征性的和最美丽的海滩之一，位于阿尔加维大区大西洋沿岸的拉戈阿市（Lagoa），《米其林指南》认为海军海滩是欧洲10个最美丽的海滩之一，以及全世界100个最美丽的海滩之一。 1998年，它又因优秀的自然本色，与“金沙滩”获葡萄牙环境部授奖。此外，这片海滩的许多照片，经常被用于宣传材料，以及在全世界发行的《葡萄牙指南》。
海军海滩不仅拥有美丽的悬崖，而且拥有高品质的水质。“海军海滩”已经常被国际广告公司和电视广告宣传使用。
37°05′25″N 8°24′38″W / 37.09028°N 8.41056°W